# Mas de la Murtra (Sant Climent Sescebes)
El Mas de la Murtra és un antic mas situat al terme municipal de Sant Climent Sescebes, Alt Empordà, concretament al paratge del mateix nom, la Murtra, on s'hi troba també el conegut Menhir de la Murtra. El mas i bona part del paratge avui dia són propietat del Ministeri de Defensa. Actualment, el mas està enrunat i només resten les parets perimetrals i algunes d'interiors, cosa que permet veure les dimensions notables i que era d'una sola planta. La construcció és feta amb pedra granítica de la zona i es pot observar com els marcs de les finestres i els cantons de l'edifici es van fer amb pedres ben escairades.
Aquest mas forma part de la relació de cases de pagès de Sant Climent Sescebes al Nomenclàtor de 1860.